# Grand Prix automobile de Syracuse 1966
Résultats du Grand Prix de Syracuse 1966 de Formule 1 hors-championnat qui a eu lieu sur le circuit de Syracuse le 1er mai 1966.

## Classement
| Pos. | no | Pilote             | Écurie                      | Voiture         | Tours | Temps/Abandon               | Grille |
| ---- | -- | ------------------ | --------------------------- | --------------- | ----- | --------------------------- | ------ |
| 1    | 22 | John Surtees       | SEFAC Ferrari               | Ferrari         | 56    | 1 h 40 min 8 s 3            | 1      |
| 2    | 14 | Lorenzo Bandini    | SEFAC Ferrari               | Ferrari         | 56    | + 24 s 6                    | 2      |
| 3    | 16 | David Hobbs        | Reg Parnell Racing          | Lotus-BRM       | 54    | + 2 tours                   | 7      |
| 4    | 28 | Vic Wilson         | Team Chamaco Collect        | BRM             | 53    | + 3 tours                   | 11     |
| 5    | 24 | Joakim Bonnier     | Rob Walker Racing Team      | Brabham-BRM     | 52    | + 4 tours                   | 4      |
| Nc.  | 26 | Guy Ligier         | Guy Ligier                  | Cooper-Maserati | 39    | Allumage                    | 5      |
| Abd. | 6  | Paul Hawkins       | Reg Parnell Racing          | Lotus-Climax    | 36    |                             | 6      |
| Abd. | 2  | Joseph Siffert     | Rob Walker Racing Team      | Cooper-Maserati | 20    | Transmission                | 3      |
| Abd. | 4  | Denny Hulme        | Brabham Racing Organisation | Brabham-Climax  | 8     | Moteur                      | 12     |
| Abd. | 12 | Jack Brabham       | Brabham Racing Organisation | Brabham-Repco   | 2     | Moteur                      | 10     |
| Abd. | 18 | Giancarlo Baghetti | Anglo-Suisse Racing Team    | Lotus-BRM       | 0     | Boîte de vitesses           | 8      |
| Abd. | 8  | André Wicky        | André Wicky                 | Cooper-BRM      | 0     | Batterie                    | 9      |
| Np.  | 10 | Bob Anderson       | DW Racing Enterprises       | Brabham-Climax  |       | Piston (pendant les essais) |        |
| Np.  | 20 | Roberto Bussinello | Alf Francis                 | Cooper-ATS      |       |                             |        |

Légende:
- Abd.= Abandon - Np.=Non partant

## Pole position et record du tour
- Pole position :  John Surtees en 1 min 42 s 3.
- Meilleur tour en course :  John Surtees en 1 min 43 s 4 (188,85 km/h).